# Estádio Santa Rosa
Estádio Santa Rosa – stadion piłkarski, w Novo Hamburgo, Rio Grande do Sul, Brazylia, na którym swoje mecze rozgrywa klub Esporte Clube Novo Hamburgo.

## Historia
- Lata 50. – zakup ziemi pod budowę stadionu
- 1953 – inauguracja
- 1976 – instalacja oświetlenia
- 1999–2000 – rozbudowa